# Arsenik och gamla spetsar
Arsenik och gamla spetsar (engelsk originaltitel: Arsenic and Old Lace) är en amerikansk kriminalfars av Joseph Kesselring.
Pjäsen handlar om två förvirrade gamla systrar, Abby och Martha Brewster, som förgiftar ensamstående män med arsenik. Den hade Broadwaypremiär den 10 januari 1941 och spelades 1 444 gånger. Boris Karloff spelade rollen som tanternas bror Jonathan, som avskyr att han ofta misstas för just Karloff.

## Huvudroller
- Mortimer Brewster
- Martha Brewster
- Abby Brewster
- Teddy Brewster
- Jonathan Brewster
- The Rev. Dr. Harper
- Elaine Harper
- Dr. Einstein

## Svenska uppsättningar i urval
Arsenik och gamla spetsar har spelats flitigt på svenska scener och hade Europapremiär på Göteborgs Stadsteater 1942.
- Hasse Ekman Arsenik och gamla spetsar, 1944, Oscarsteatern/Terrafilms Hasse Ekman-turné, Stockholm, med bland andra Gull Natorp, Signe Wirff och Sigge Fürst.
- Hasse Ekman Arsenik och gamla spetsar, 1970, Scalateatern, Stockholm, med Gunn Wållgren och Birgitta Andersson som gjorde succé som de båda systrarna.
- Lars Amble Arsenik och gamla spetsar, 1983, Maximteatern, Stockholm, även här medverkade Birgitta Andersson, nu med Sif Ruud. Magnus Härenstam gjorde tanternas brorson Mortimer.
- Hagge Geigert Arsenik och gamla spetsar, 1987, Lisebergsteatern, Göteborg, de giftiga systrarna Brewster gestaltades då av Laila Westersund och Inger Hayman.
- Eva Dahlman, Arsenik och gamla spetsar, 2009, Stockholms stadsteater, Stockholm, med Meta Velander och Yvonne Lombard som fastrarna och Kjell Bergqvist som Mortimer. Scenografin hade lånat drag av ett dockskåp från Lundby.
- Ronny Danielsson, Arsenik och gamla spetsar, 2012, Fredriksdalsteatern, Helsingborg, de virriga systrarna spelades då av Eva Rydberg och Marianne Mörck, Mortimer av Björn Kjellman.

## Filmatisering
Arsenik och gamla spetsar finns också i filmatisering från 1944 i regi av Frank Capra med Josephine Hull som Abby Brewster och Jean Adair som Martha Brewster, Cary Grant i rollen som deras brorson Mortimer samt John Alexander som Teddy Brewster.